# Acanthovalgus marquardi
Acanthovalgus marquardi är en skalbaggsart som beskrevs av Ernst Gustav Kraatz 1895. Acanthovalgus marquardi ingår i släktet Acanthovalgus och familjen Cetoniidae. Inga underarter finns listade i Catalogue of Life.